# Ancistrocerus rufoluteus
Ancistrocerus rufoluteus (лат.) — вид одиночных ос (Eumeninae).

## Распространение
Южная Азия. Обитают в Индии (U.P., Lachiwala, около Dehra Dun, на высоте до 550 м; U.P. Fri, Dehra Dun на высоте до 650 м) и Непале (Janakpur SE Charikol, Tamba-Koshi-Khola, на высоте от 900 до 1200 м).

## Описание
Длина тела осы 9—10 мм. Окраска чёрная с красновато-желтыми пятнами и перевязями. Красноватая окраска: нижние стороны усиковых жгутиков, пятна на висках, широкая полоса на переднеспинке, расширяющаяся по краю к мезонотуму, тегулы, пятна на верхних частях мезоплевр, прерывающаяся посередине полоса на щитке, два пятна на задних щитках, концы бёдер (жёлтые на I и II парах ног спереди) и конечные членики лапок. Жёлтыми являются: наличник, пятна на внутренних краях глаз над наличником, нижние стороны усиков, пятна на передней стороне тазиков, концевые перевязи на тергитах с 1 по 5 и стернитах с 1 по 6, среднее пятно на стерните 7. Крылья полупрозрачные светло-коричневые. Сходен с Ancistrocerus apollo и Ancistrocerus xanthozonus.